# Polanów (gemeente)
De gemeente Polanów is een stad- en landgemeente in powiat Koszaliński. Aangrenzende gemeenten:
- Bobolice, Manowo en Sianów (powiat Koszaliński)
- Malechowo en Sławno (powiat Sławieński)
- Biały Bór (powiat Szczecinecki)

in Pommeren:
- Miastko (powiat Bytowski)
- Kępice (powiat Słupski)

Zetel van de gemeente is in de stad Polanów.
De gemeente beslaat 23,6% van de totale oppervlakte van de powiat.

## Demografie
De gemeente heeft 14,5% van het aantal inwoners van de powiat.

## Plaatsen
- Polanów (miasto)

sołectwo van de gemeente:
- Buszyno, Cetuń, Chocimino, Dadzewo, Garbno, Gołogóra, Jacinki, Karsinka, Kępiny, Kościernica, Krąg, Krytno, Nacław , Nowy Żelibórz, Powidz, Rekowo, Rosocha, Rzeczyca Wielka, Stary Żelibórz, Sowinko, Warblewo, Wietrzno, Wielin en Żydowo.